# Vlag van Mali

Vlag van Mali (ratio 2:3)

Vlag van de Federatie van Mali
(1959-1961)

De vlag van Mali is een verticale driekleur in de kleurencombinatie groen-geel-rood.
De kleuren op de vlag van Mali zijn dezelfde als die op de vlag van Ethiopië, de langst onafhankelijke staat in Afrika. Deze Pan-Afrikaanse kleuren staan voor Afrikaanse eenheid. De vlag werd al gebruikt door Mali's Afrikaanse Democratische Beweging vóór de onafhankelijkheid van het land in 1960.
De huidige vlag is de opvolger van de eerste vlag van het land, die aangenomen werd op 4 april 1959, toen het land nog een kolonie van Frankrijk was. Die eerste vlag had een kanaga-symbool: een versimpelde afbeelding van een mens. Het land heette toen nog Federatie van Mali, en ook het huidige Senegal maakte er deel van uit.
Het kanaga-symbool bleef nadat Senegal zich op 20 augustus 1960 terugtrok uit de federatie in de vlag van Mali. Het symbool is ruim een half jaar later uit de vlag gehaald, omdat moslims (veruit de grootste religieuze groepering) in Mali bezwaar hadden tegen het afbeelden van mensen. De huidige vlag werd aangenomen op 1 maart 1961. 